# Житомирский, Яков Абрамович
Я́ков Абра́мович Жито́мирский (партийный псевдоним Отцов) (1880 — после 1917) — политический деятель, большевик, член Заграничного бюро ЦК РСДРП, агент германской и русской полиции.

## Биография
Родился в еврейской семье. В начале 1900-х учился на медицинском факультете Берлинского университета. Организовал социал-демократический кружок. В связи с близостью к членам социал-демократической партии был завербован германской полицией. В 1902 году Житомирский занимал видное место в берлинской группе «Искры». В том же 1902 году в связи с заинтересованностью Департамента полиции Российской империи в агентах, близких к социал-демократам, был передан руководителю Берлинской агентуры Департамента полиции А. М. Гартингу и стал агентом заграничной агентуры Департамента полиции. 
Информировал о деятельности берлинской группы газеты «Искра», одновременно выполнял поручения редакции и ЦК партии, совершая по её заданиям поездки в Россию. Живя в Париже, находился в ближайшем окружении В. И. Ленина (с конца 1908 года по 1912 год). Информировал Департамент полиции о деятельности социал-демократов, социалистов-революционеров, представителей других левых партий, находящихся в эмиграции. На основании информации, отправленной в Департамент полиции Житомирским, были арестованы известный большевик С. А. Камо, агенты РСДРП, пытавшиеся сбыть денежные купюры, «экспроприированные» в одном из российских банков. Принимал участие в 5-м (Лондонском) съезде РСДРП (1907); участник пленарных заседаний ЦК РСДРП в Женеве (август 1908 года) и 5-й Всероссийской конференции РСДРП (Париж, декабрь 1908 года). На конференции избран в состав Заграничного бюро ЦК РСДРП, позднее стал членом «Заграничной агентуры» ЦК РСДРП.
В годы Первой мировой войны остался во Франции, где служил врачом в русском экспедиционном корпусе. После Февральской революции, когда в руки революционеров попали документы парижской агентуры Департамента полиции, был разоблачён как «провокатор», скрылся от межпартийного суда. Проживал в одной из стран Южной Америки.